# الصفاة (رصد)

تعديل مصدري - تعديل

الصفاة هي إحدى قرى عزلة القارة بمديرية رصد التابعة لمحافظة أبين، بلغ تعداد سكانها 182 نسمة حسب تعداد اليمن لعام 2004.